# Luxemburg világörökségi helyszínei
Luxemburg területéről eddig egy helyszín került fel a világörökségi listára.
| | Luxembourg városa: az óvárosi negyed és az erődrendszer |
| 1994 |                                                         |
| Kulturális (IV) |                                                         |
| Védett terület: 29,9 ha, puffer zóna: 108,7 ha, hivatkozás: 699 |                                                         |
| A Luxemburgi Nagyhercegség legnagyobb városa Luxembourg stratégiailag rendkívül fontos helyen fekszik, ennek köszönhetően egymást követő uralkodói folyamatosan újabb és újabb erődítményekkel látták el. 1867-ben megkötötték a londoni egyezményt, amely elrendelte az ország örökös függetlenségét, ez azonban azzal is együtt járt, hogy több évszázadot átívelő, a katonai építészet egyik remekművének számító erődrendszerének jelentős részét lebontották. A várost eredetileg háromszoros erdőgyűrű védte, a legbelsőt bástyák, a másodikat 15 erődítmény, a harmadikat 9 külső erőd alkotta. A 17. és a 18. században föld alatti erődöket, kazamatákat és járatok kiterjedt hálózatát vésték a sziklába, ez a városrész a Bock-sziklától délre terül el. A város első szabadon védett része a Marché-aux-Poissons negyed volt, itt áll Luxemburg legrégebbi egyházi épülete a 10. századból származó Szent Mihály-templom. A városközpontban található a Nagyhercegi Palota, a németalföldi késő gótikus építészet egyik kiemelkedő példája a Notre Dame-székesegyház, a nagyhercegek Városi Palotája, valamint számtalan korabeli lakó- és középület. |                                                         |

## Elhelyezkedése
| Luxembourg |